# 阿富汗原鮡
阿富汗原鮡，為輻鰭魚綱鯰形目鮡科的其中一種，為温帶淡水魚類，分布於亞洲阿富汗淡水流域，棲息在底層水域，生活習性不明。